# Acilia Nord

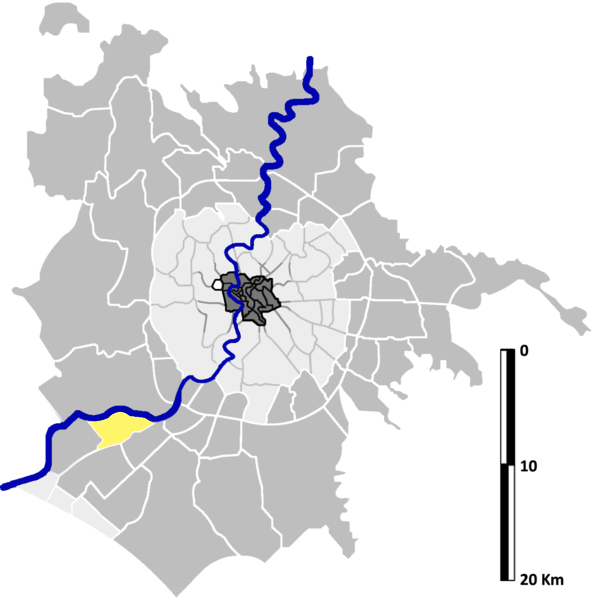
Localisation de Acilia Nord sur la carte administrative de Rome.

Acilia Nord est une zona di Roma (zone de Rome) située au sud-ouest de Rome dans l'Agro Romano en Italie. Elle est désignée dans la nomenclature administrative par Z.XXXII et fait partie du Municipio XIII. Sa population est de 28 386 habitants répartis sur une superficie de 10,50 km2. 
Il forme également une « zone urbanistique » désigné par le code 13.b, qui compte en 2010 : 24 961 habitants.

## Lieux particuliers
- Le musée Agostinelli dédié aux objets de la culture populaire
- L'église Santa Maria del ponte e San Giuseppe (1985)
- L'église Santi Cirillo e Metodio